# الموقع التاريخي

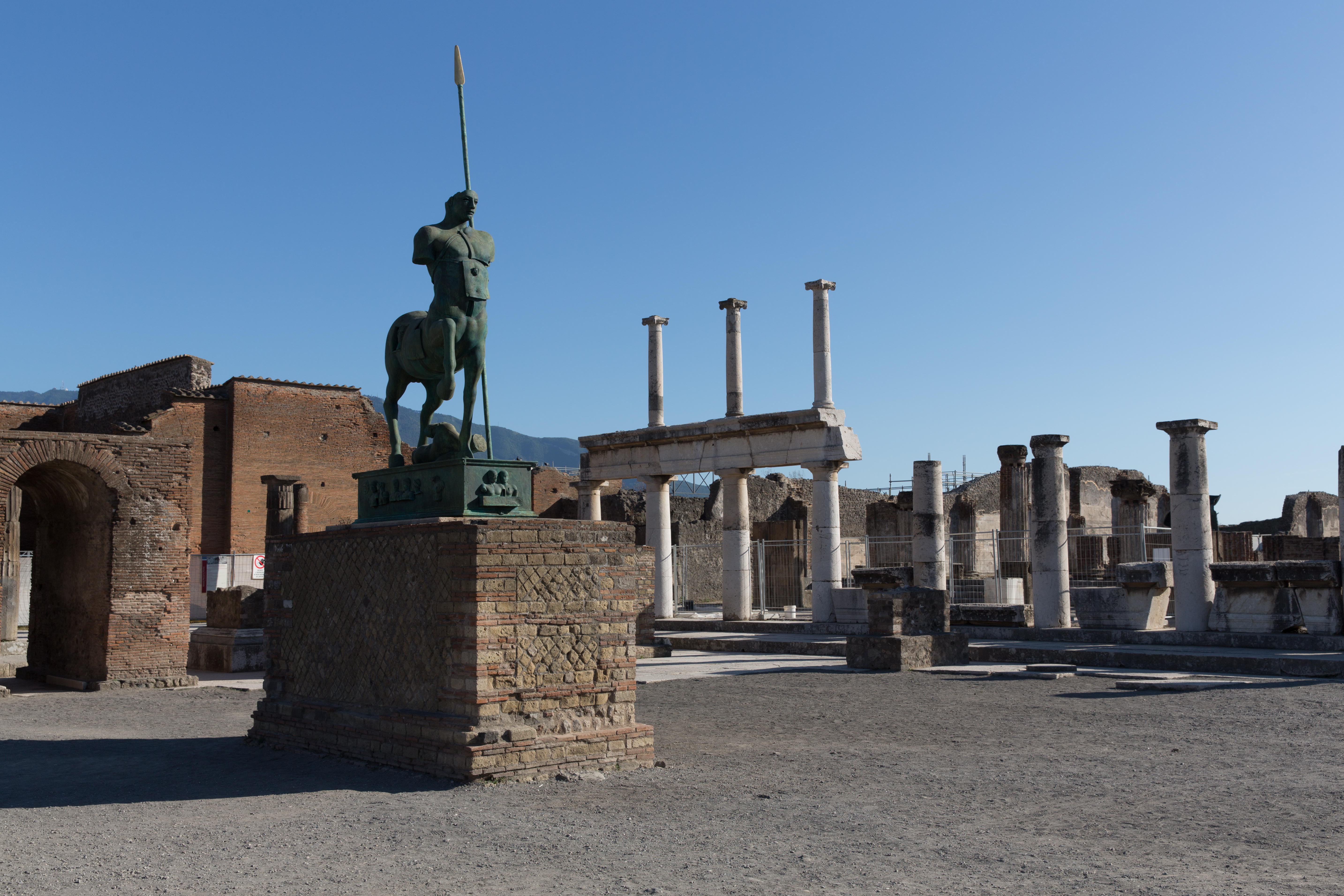
واحدة من أفضل المواقع التاريخية المعروفة في أوروبا، المدينة الرومانية القديمة بومبي.

الموقع التاريخي أو موقع التراث هو موقع رسمي حيث تم الحفاظ على أجزاء من التاريخ السياسي أو العسكري أو الثقافي أو الاجتماعي بسبب قيمة التراث الثقافي. وعادة ما يحمي القانون المواقع التاريخية، وقد تم الاعتراف بالعديد منها مع وضع الموقع التاريخي الوطني الرسمي. ويمكن أن يكون الموقع التاريخي أي مبنى أو منظر طبيعي أو موقع أو هيكل ذي أهمية محلية أو إقليمية أو وطنية. وعادة ما يعني هذا أيضًا أن الموقع يجب أن يكون 50 عاما أو أكثر على الأقل.
وتعرف دائرة المتنزهات الوطنية في الولايات المتحدة موقعا تاريخيا بأنه «موقع حدث هام، أو شغل أو نشاط تاريخي أو سابق على التاريخ، أو مبنى أو هيكل، سواء كان واقفًا أو مدمرًا أو مختفًيا، حيث يمتلك الموقع نفسه قيمة تاريخية أو ثقافية أو أثرية بغض النظر عن قيمة أي هيكل قائم».
ويمكن للمواقع التاريخية أيضًا أن تشير إلى الجرائم العامة، مثل متحف توول سلينغ للإبادة الجماعية في بنوم بنه، كمبوديا أو جزيرة روبن، جنوب أفريقيا. وعلى غرار المتاحف التي تركز على الجرائم العامة، كثيرًا ما تحتوي المتاحف الملحقة بذكريات الجرائم العامة على عنصر تاريخي، كما هو الحال في متحف أوكلاهوما سيتي التذكاري الوطني.

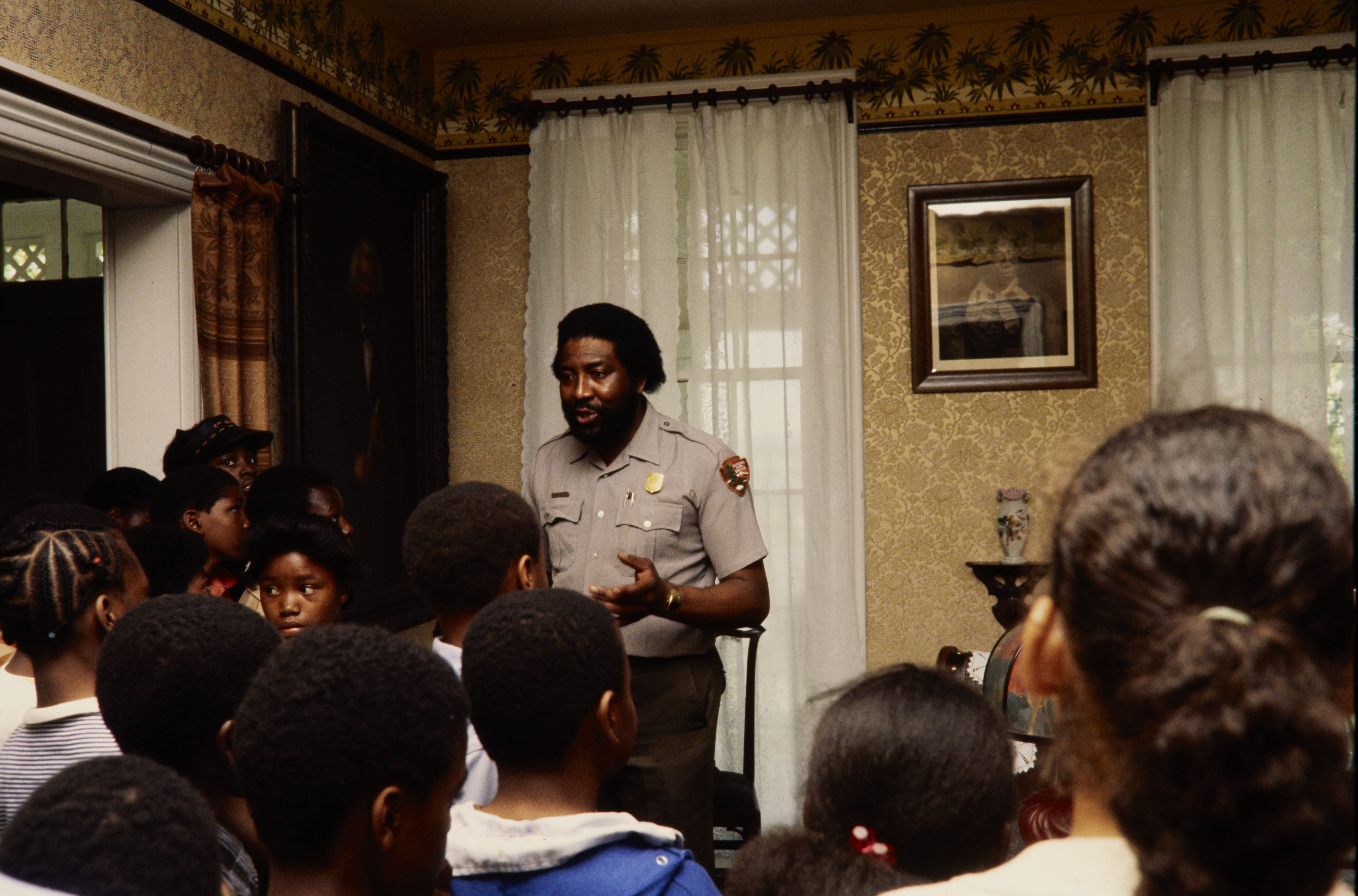
موظف في هيئة الشرطة الوطنية يتحدث إلى مجموعة من الأطفال داخل موقع فريدريك دوغلاس التاريخي الوطني

## زوار الموقع التاريخي
وكثيرا ما يتم الاحتفاظ بالمواقع التاريخية ومواقع التراث لكي يتمكن أفراد الجمهور من زيارتها. وقد يخرج الزائرون من الشعور بالحنين إلى الحنين إلى العهد السابق، أو من الرغبة في معرفة تراثهم الثقافي، أو الاهتمام العام بمعرفة السياق التاريخي للموقع. ويقدم العديد من المواقع جولات بصحبة مرشدين للزوار يقوم بها موظفو الموقع الذين تدربوا على تقديم تفسير للحياة في الوقت الذي يمثله الموقع. وقد يكون للموقع أيضًا مركز زوار يحتوي على هياكل معمارية ومرافق أكثر حداثة، وهو بمثابة بوابة بين العالم الخارجي والموقع التاريخي، ويتيح للزوار معرفة بعض الجوانب التاريخية للموقع دون الإفراط في كشف المواقع التي قد تتطلب معالجة دقيقة.

## المزيد من القراءة
- Chitty، Gill؛ Baker، David (1999). Managing Historic Sites and Buildings: Reconciling Presentation and Preservation. Psychology Press. ISBN:9780415208147. مؤرشف من الأصل في 2023-04-17.